# Diptychophlia occata
Diptychophlia occata é uma espécie de gastrópode do gênero Diptychophlia, pertencente a família Borsoniidae.